# Nomos (Carl Schmitt)

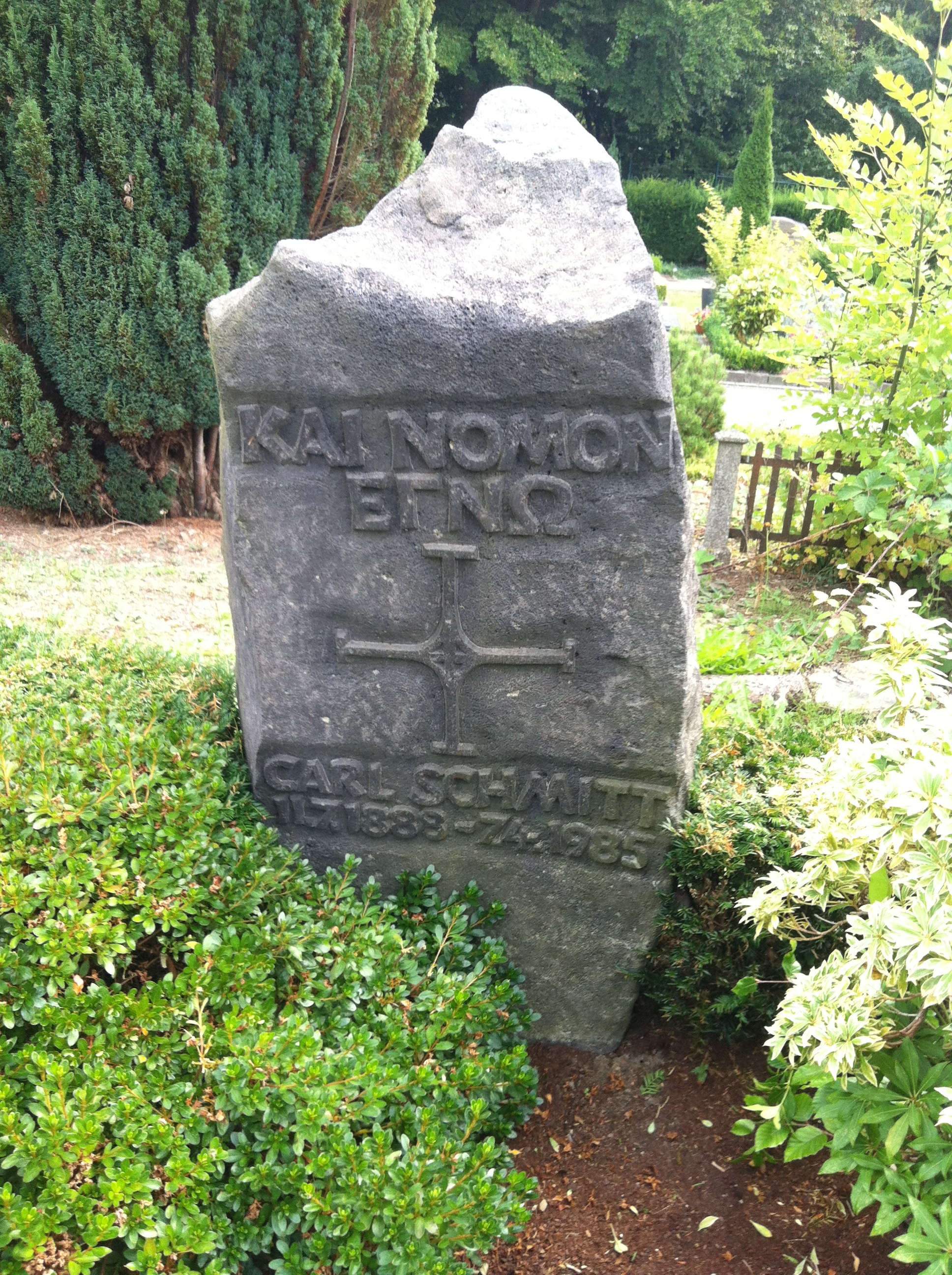
Lapide di Carl Schmitt con la scritta KAI NOMON EGNO

Nomos è un termine usato nella filosofia di Carl Schmitt nel senso di "ordine spaziale". Schmitt descrive il nomos come "unità di localizzazione e ordine". Nella sua opera più tarda, nel contesto delle considerazioni di diritto internazionale, riveste un'importanza straordinaria Il nomos della terra nel diritto internazionale dello jus publicum europaeum del 1950 (Der Nomos der Erde im Völkerrecht des Jus Publicum Europaeum).

## Origine
La parola nomos ha due significati fondamentali, entrambi provenienti dal greco antico:
- Νομός, nomós (accento sulla seconda sillaba) nel senso spaziale di "zona" [Bezirk];
- Νόμος, nómos (accento sulla prima sillaba) nel senso giuridico di "legge" [Gesetz].

Il senso spaziale è quello più antico:
(Carl Schmitt, Der Nomos der Erde im Völkerrecht des Jus Publicum Europaeum, Duncker & Humblot, Berlino 1950, pag. 36; Carl Schmitt, Il nomos della terra nel diritto internazionale dello «jus publicum europaeum» (traduzione e postfazione di Emanuele Castrucci, cura editoriale di Franco Volpi), Adelphi Edizioni, Milano 1991, pag. 54)
Il significato originario è "luogo di dimora" [Wohnstätte], "distretto" [Gau], "luogo di pascolo" [Weideplatz]. La parola greca "nemos" deriva dalla stessa radice e può avere un significato cultuale come "selva" [Wald], "bosco" [Hain], "foresta" [Forst].

## Il termine di Schmitt
Per lui, questo nomos è la fonte e il fondamento di ogni ordinamento giuridico.
(Carl Schmitt, Der Nomos der Erde im Völkerrecht des Jus Publicum Europaeum, Duncker & Humblot, Berlino 1950, p. 17; Carl Schmitt, Il nomos della terra nel diritto internazionale dello «jus publicum europaeum» (traduzione e postfazione di Emanuele Castrucci, cura editoriale di Franco Volpi), Adelphi Edizioni, Milano 1991, pag. 25)
Per lui, questo vale anche quando la terra viene "dem bisherigen, anerkannten Besitzer und Gebieter weggenommen“, il che significa un „rechtliches Problem“ più difficile rispetto al „Erwerb bisher freien, herrenlosen Bodens" . Questo punto di vista diventa rilevante nel contesto della conquista del Nuovo Mondo da parte dei popoli europei. Egli postula il diritto di un popolo di livello culturale superiore di annettere territori con abitanti di livello culturale inferiore e lo formula come prima questione di diritto internazionale:
(Carl Schmitt, Der Nomos der Erde im Völkerrecht des Jus Publicum Europaeum, Duncker & Humblot, Berlino 1950, pp. 108 e seguenti; Carl Schmitt, Il nomos della terra nel diritto internazionale dello «jus publicum europaeum» (traduzione e postfazione di Emanuele Castrucci, cura editoriale di Franco Volpi), Adelphi Edizioni, Milano 1991, pag. 159)
Di conseguenza, Schmitt afferma in relazione all'accaparramento delle terre coloniali:
Der landnehmende Staat kann das genommene koloniale Land hinsichtlich des Privateigentums […] als herrenlos behandeln“ [enfasi di Schmitt]»
Dal punto di vista della proprietà privata, [...], lo Stato conquistatore può considerare la terra coloniale conquistata come senza padroni [...]»
(Carl Schmitt, Der Nomos der Erde im Völkerrecht des Jus Publicum Europaeum, Duncker & Humblot, Berlino 1950, pag. 171 e seguenti; Carl Schmitt, Il nomos della terra nel diritto internazionale dello «jus publicum europaeum» (traduzione e postfazione di Emanuele Castrucci, cura editoriale di Franco Volpi), Adelphi Edizioni, Milano 1991, pp. 245-246.)
Il principio giuridico altrimenti applicabile che prevede l'applicazione della legge del luogo del reato al momento del reato non è stato quindi applicato al suolo coloniale.
Secondo Carl Schmitt, a partire dalla pace di Vestfalia del 1648, gli Stati europei sono stati considerati come "persone morali" [moralische Personen] (nel senso di "persone giuridiche" [juristische Personen]) che coesistono in base al diritto naturale con pari sovranità. Ciò ha reso possibile un concetto di guerra non più discriminatorio (cioè non distingueva tra aggressore e difensore), che considerava gli Stati belligeranti uguali ai sensi del diritto internazionale e permetteva di separare i concetti di "nemico" [Feind] e "criminale" [Verbrecher]. In questo modo è stato possibile "controllare la guerra" [Hegung des Krieges]. Dopo il crollo dell'ordine costituito dalla pace di Vestfalia, si pose la questione di un "neuen Nomos der Erde" [nuovo nomos della terra].